# My Mummy's Dead
«My Mummy's Dead» es la canción final del álbum John Lennon/Plastic Ono Band de John Lennon. También fue lanzado en un EP en México que contenía también las canciones: "Mother", "Isolation" y "Look at Me".

## Escritura
Es una de las canciones que John Lennon escribió acerca de su madre, esto también se ve en las canciones "Julia" y "Mother". La canción se ajusta a la melodía de la canción de cuna Inglés "Three Blind Mice". Se realiza en una guitarra acústica en solitario en un micrófono de baja fidelidad.
A diferencia de los gritos primarios en la canción de apertura del álbum John Lennon/Plastic Ono Band, "Mother", "My Mummy's Dead", termina el álbum con el cantante John Lennon sin emoción con una entrega monótona. El autor John Blaney sugiere que la entrega de Lennon "evoca un sentido de largamente sostenida del vacío de Lennon". El crítico musical Johnny Rogan encuentra que la canción como "la captura la amenaza de los miedos infantiles a través recuerdo adultos de un modo más inquietante". El periodista de Rock Paul Du Noyer afirma que la "vacuidad de John entrega " hace que el canto de la más temible y más escalofriante de las canciones de Lennon, a pesar de ser uno de los más sencillos. Lennon se declaró que los simples, cortas, como infantil letras se deben a él tratando de escribir la canción como una forma de haiku.

## Grabación
Dos tomas de "My Mummy's Dead" se registraron en Bel Air, California, durante el verano de 1970 como parte de las maquetas de Lennon realizados en la preparación de Plastic Ono Band. La primera toma fue adaptado para el uso en Plastic Ono Band. A diferencia de los otros demos de las canciones, "My Mummy's Dead" no fue regrabado para el álbum. La segunda toma no se ha procesado y apareció en álbumes piratas, como el Dream Is Over. La segunda toma fue editado con la versión de lanzamiento de Plastic Ono Band para producir una versión más completa de la canción, que salió al aire en The Lost Lennon Tapes.

## Recepción
Los autores del libro "The Words and Music of John Lennon" Ben Urish y Bielen Ken describieron a "My Mummy's Dead" como "breve pero poderoso", que indica que se produce una "memorable y escalofriante" efecto y se concluye oportunamente en el álbum John Lennon / Plastic Ono Band por "capturar la esencia del dolor psicológico y dando a entender a su persistencia". Blaney encuentra la canción como "una expresión concisa de la experiencia primal de Lennon".
Mellers ve más adelante la canción de Lennon "Oh Yoko!" en el álbum Imagine y la compara con "My Mummy's Dead" definiéndola como una "contraparte positiva", que se ha dirigido a su esposa Yoko Ono en lugar de su madre. Mellers señala que en ambas canciones están en la misma clave al utilizar la melodía de "Three Blind Mice", que es también una reminiscencia de la melodía de The Beatles "All You Need Is Love".

## Personal
- John Lennon - voz solista, guitarra acústica